# Pueblo Bello
Pueblo Bello es uno de los 25 municipios colombianos que integran el Departamento del Cesar. Está ubicado sobre la Sierra Nevada de Santa Marta a una altitud de 1200 m.s.n.m. en un estrecho valle de montaña sobre un altiplano. Es importante centro de abasto para la población Indígena de la Sierra y un atractivo sitio turístico no solo para los habitantes del Cesar sino también de otras regiones de Colombia y del mundo, por tener en su jurisdicción la capital de la Cultura Arhuaca Nabusímake con todas las características de la cultura indígena en pleno esplendor. Cabe resaltar la identidad gastronomíca única del municipio creada, y divulgada a través de los medios de comunicación en el año 2020 y que además cuenta con derechos de autor. La cocina es un importante renglón económico para el desarrollo turístico y gastronomíco.

## División Político-Administrativa
Además de su Cabecera municipal. Pueblo Bello tiene bajo su jurisdicción los siguientes Centros poblados:
- La Caja
- Las Minas de Iracal
- Nabusimake (San Sebastián de Rábago)
- Nuevo Colón
- Palmarito

## Historia
A la llegada de los españoles, la región era parte del territorio indígena del pueblo Arhuaco. El virrey de Nueva Granada, José Alonso Pizarro ordenó la fundación de San Sebastián de Rábago en la zona del actual poblado indígena de Nabusimake, por lo cual en 1750 llegaron 23 familias españolas, que repartieron tierras y edificaron sus casas. En 1756 quedaron en el lugar sólo 4 de esas familias debido a que el nuevo virrey cambió de política colonizadora.
A comienzos del siglo XX San Sebastián de Rábago era un corregimiento en el cual un inspector representaba la autoridad colombiana y para 1916 los arhuacos enviaron a Bogotá una delegación para reivindicar ante el gobierno nacional que el inspector fuera un indígena impedir que los indígenas fueran explotados en las haciendas Del Valle, mediante los mecanismos de "concertación", endeude y "matrícula".
A raíz de las persecuciones en Europa ocasionadas entre las dos guerras mundiales llegaron a este lugar inmigrantes Europeos especialmente desde Alemania quienes se quedan en estos parajes por la tranquilidad de sus montañas y lo suave de su clima. El territorio geográfico donde se inicia la construcción del caserío está situado dentro de la Línea Negra (territorio sagrado) del Resguardo Indígena Arhuaco.
Finalizando la década de los años 20 Lucila Mestre, hija de Binerva Triana de Mestre lleva al Concejo de Valledupar el proyecto de cambio de nombre y en memoria de su querida madre quien continuamente manifestaba que un paisaje tan hermoso con pintorescas casas y laboriosos y buenos moradores debería llamarse Pueblo Bello, el que fue aprobado por Acuerdo Municipal, dándose definitivamente el nombre de Pueblo Bello. A principios de la década de 1950, el capitán Alfonso de la Rosa Campo, piloto barranquillero, dirigió la construcción de la primera pista de aterrizaje que hubo en el pueblo. El rústico trazado se hizo con la ayuda de su suegro, el industrial Andrés Cortes, quien fue su socio en esta aventura, y la colaboración de numerosos indígenas arhuacos que habitan la región. Aparte de impulsar el comercio y la actividad económica, la pista sirvió para facilitar la llegada de turistas que aprovechaban sus vacaciones para disfrutar de la suavidad del clima y la tranquilidad que ofrecía esta población. Se decía que iban a 'temperar' a Pueblo Bello.
La población de Pueblo Bello es de 27,007 habitantes según el censo de DANE en el año 2018, de los cuales el 63% son indígenas.
De 1940 en adelante y con la violencia existente en el interior del país, oleadas de campesinos provenientes de la zona andina llegan a estas tierras para ir descumbrando las montañas, reemplazándo la vegetación natural por el cultivo del café convirtiéndose este en la base de al economía aumentándose el número de mulares para el acarreo del grano.
Al abrir la carretera Valledupar - Pueblo Bello, aumentan los inmigrantes surgiendo comercio que abastece a toda esta vasta región.
A partir de 1960 la Federación Nacional de Cafeteros abre una agencia de compra de café facilitándole a estos campesinos la venta de sus cosechas al irse mezclando la población surge un grupo humano heterogéneo por lo que no ha sido posible mantener una unidad cultural y cada familia se esmera por su bienestar económico olvidándose del trabajo comunitario para que este caserío progrese.
En 1997 en medio del conflicto armado, el gobernador Departamental del Cesar, Mauricio Pimiento, y el alcalde municipal de Valledupar, Rodolfo Campo Soto (sin consulta previa alguna), crearon el municipio de Pueblo Bello bajo la ordenanza 037 del 10 de diciembre de 1997. Con esta medida se abrió el espacio para que colonos y comerciantes, y miembros del control político y económico del territorio, impusieran en el consejo municipal, un plan de ordenamiento territorial (de nuevo sin consulta previa), que introdujo programas, proyectos y estrategias, que contribuyeron a la contaminación y a la profanación permanente de los espacios indígenas sagrados y de interés, protección y manejo cultural, establecido por la constitución del año 1991 y los acuerdos internacionales de la OIT y la UNESCO, todo lo cual choca contra los principios de la cultura aborigen, invisibiliza las dinámicas propias, obstaculiza el ejercicio de gobierno propio, de las prácticas tradicionales y la vigencia de la Ley de origen; vulnera los derechos a la autonomía y libre determinación y acentúa el deterioro cultural Arhuaco.

## Geografía
Se encuentran los picos térmicos Ecuatorial, Subandino, Andino y Páramo.
Al Norte, Sur y Este con el Municipio de Valledupar.
Al Oeste Con el Municipio de El Copey y el municipio de Fundación (Departamento del Magdalena).
Extensión total: 733.684 km²
Extensión área urbana: 84.618 km²
Extensión área rural: 649.065 km²
Altitud de la cabecera municipal (metros sobre el nivel del mar): 1200 m.s.n.m.
Temperatura media: 21,8 °C
Distancia de referencia: 54 km de Valledupar

## Economía
La actividad económica del municipio se basa en el sector agrícola, pecuario, gastronómico y turístico.
En el sector agrícola se destacan los siguientes cultivos: el maíz tradicional, el frijol tradicional, el plátano, el cacao, y el café, entre los cuales se destaca este último.
Al igual que el sector agrícola, el sector pecuario del municipio ha presentado un crecimiento continuo, destacándose las especies bovinas y porcinas las cuales se incrementaron entre los años 2001 y 2002 en un 130% y 131% respectivamente, en el periodo siguiente (2003 y 2004) hubo una decadencia solo se agregó el 63.3%.
La producción del café está constituida como una de las principales actividades económicas del municipio, por sus características ambientales especiales, el café de este municipio cuenta con una diferenciación positiva que lo posiciona a nivel nacional e internacional como un café orgánico de mucha demanda y de muy buen precio.
El sector turístico y gastronómico ocupan uno de los renglones económicos más importantes seguidos por la producción de café orgánico el cual se encuentra en el primer lugar.

## Estructura organizacional municipal
| Pueblo Bello | Pueblo Bello | Pueblo Bello               |
| Departamento | Código DANE  | Categoría municipal (2023) |
| ------------ | ------------ | -------------------------- |
| Cesar        | 20570        | Sexta                      |

- Personería: Es un centro del Ministerio Público de Colombia que ejerce, vigila y hace control sobre la gestión de las alcaldías y entes descentralizados; velan por la promoción y protección de los derechos humanos; vigilan el debido proceso, la conservación del medio ambiente, el patrimonio público y la prestación eficiente de los servicios públicos, garantizando a la ciudadanía la defensa de sus derechos e intereses.

- Concejo Municipal: Es la suprema autoridad política del municipio. En materia administrativa sus atribuciones son de carácter normativo. También le corresponde vigilar y hacer control político a la administración municipal. Se regulan por los reglamentos internos de la corporación en el marco de la Constitución Política Colombiana (artículo 313) y las leyes, en especial la Ley 136 de 1994 y la Ley 1551 de 2012.

Constituido por 11 concejales por un periodo de 4 años. 
- Alcaldía Municipal: En esta se encuentra la administración municipal y las entidades descentralizadas del municipio.

El Alcalde se pronuncia mediante decretos y se desempeña como representante legal, judicial y extrajudicial del municipio. El actual Alcalde municipal es Alfredo Bohórquez Gallardo (2024-2027), elegido por voto popular.
- JAL.